# Oncorhynchus mykiss
Калифорнијска пастрмка (лат. Parasalmo gairdneri) је слатководна риба која припада породици Пастрмки
- Латински назив Parasalmo gairdneri
- Локални називи: ружичаста пастрмка
- Максимална дужина: 60
- Максимална тежина: 15
- Време мреста: од марта до априла

## Опис и грађа
Калифорнијска пастрмка вретенастог је тела, нешто ширег него код поточне пастрмке. Леђа су тамнозелене боје, а по боковима се, целом дужином, пружа шарена линија дугиних боја (због тога је у сад називају „раинбов троут“). Цело тело јој је прекривено мрким пегама. 

## Навике, станиште, распрострањеност
Пореклом је из Северне Америке, где је најраспрострањенија у калифорнији, отуда јој и име. Код нас је донета још пре 1900. ради рибњачког узгоја, јер је отпорнија на топлу воду од других врста (подноси температуру до 25 степени). Касније је њоме порибљен целокупан пастрмски регион, где се одлично снашла, посебно у језерима. Преферира мирније делове река, са дубљом водом, а највише воли језера. У њима достиже и до 15 kg тежине. Као мала храни се планктоном и ситним воденим животињама, а касније прелази на крупнију храну, првенствено рибе, али не избегава ни ракове и инсекте. У Србији је постала горња карика ланца исхране, и у свом окружењу напада све сто се креће.

## Размножавање
Калифорнијска пастрмка се мрести почетком пролећа, у марту и априлу, а понекад и у мају, у зависности од температурних услова. У време мреста боје јој постају још израженије, посебно код мужјака. У то време мења и боју меса и добија јачи мирис. Женка нема велику плодност, и полаже око 2.000 јајашаца икре, ретко више, а полаже их на дубља места са каменитом дном, где их лепи за подводно камење, са којега претходно отклања наслаге покретима репа. Полну је зрелост достиже између друге и треће године при дужини нешто већој од 20 cm. 